# William Keeling
William Keeling (* 1578; † 1620) war ein britischer Schiffskapitän im Dienst der Britischen Ostindien-Kompanie. 
Keeling wird die Entdeckung der Kokosinseln zugeschrieben. Auf dem Rückweg von Java nach England soll er das Atoll im Jahre 1609 entdeckt haben. Allerdings konnte dies bis heute noch nicht endgültig bewiesen werden.
Nach ihm benannt wurden die Keeling Islands (North Keeling und South Keeling) im Indischen Ozean, der Pulu-Keeling-Nationalpark, sowie eine Vogelart, die nur auf North Keeling lebende Keeling-Bindenralle (Rallus philippensis andrewsi).
| Personendaten    | Personendaten             |
| ---------------- | ------------------------- |
| NAME             | Keeling, William          |
| KURZBESCHREIBUNG | britischer Schiffskapitän |
| GEBURTSDATUM     | 1578                      |
| STERBEDATUM      | 1620                      |